# Список міністрів закордонних справ Сербії
Список міністрів закордонних справ Сербії

## Міністри закордонних справ Сербії
1. Вук Драшкович — (2006–2007);
2. Вук Єремич — (2007–2012);
3. Іван Мкркич — (2012–2014);
4. Івиця Дачич — (2014–2020);
5. Никола Селакович — (2020—2022);
6. Івиця Дачич — (з 26 жовтня 2022 року).